# Cardiorhinus vulneratus
Cardiorhinus vulneratus là một loài bọ cánh cứng trong họ Elateridae. Loài này được Germar miêu tả khoa học năm 1824.